# 도야호
도야 호(일본어: 洞爺湖)는 일본 홋카이도 아부타 군 도야코정과 우스 군 소베쓰정에 걸쳐 있는 호수이다.
시코쓰토야 국립 공원에 속해 있고, 2007년 4월 23일에 2008년에 G8 정상회담 개최지로 결정되었다. 이전에 일본 내에서 제26회 G8 정상회담 개최지였던 규슈·오키나와에 이은 것이다.
도야 호는 아이누어로 키문토라고 불리는데, 아이누어로 산속에 있는 호수라는 뜻이다. 메이지 시대에 일본인 탐험가들이 "호수 주변의 땅"을 의미하는 아이누어 토야(To ya)라는 표현을 따서 도야호로 명명했다.

## 지리
홋카이도 남서부에 위치하고 도야 칼데라 안에서 생긴 호수로, 면적은 일본에서 9번째(70.7 km2), 칼데라 호로는 굿샤로호, 시코쓰호에 이어 3번째로 크다.
총 둘레 50km, 최대 수심 180.0m. 평균 수심 117.0m, 저수량 8.19km3, 수면 표고 84m, 빈영양호인 담수호이고, 투명도는 10.0m이다.
동서 약 11km, 남북 약 9km의 원형에 가까운 호수로 중앙에 떠 있는 나카지마(면적 4.85km2)의 최고점(표고 455m)을 중심으로 동북동-남동-남남서에 걸친 영역이 소베쓰 정, 그 외에는 도야코 정으로 나뉜다.
아이누 사람들은 도야 호를 '키문 토오'(산의 호수)라고 불렀지만, 호숫가를 뜻하는 말 '토오 야'가 일본인들에 의해 호수 이름으로 바뀌었다.
드물게 '도야코(どうやこ)'라고 부르기도 하나 틀린 발음이다(틀리게 기억을 한 홋카이도 도민도 있으므로 주의가 필요하다).
- 섬: 나카지마, 칸온 섬, 벤텐 섬, 만쥬 섬
- 유입 하천: 소베쓰(ソウベツ) 강, 오오가와 등
- 유출 하천: 소베쓰(壮瞥川) 강

## 역사
도야 칼데라는 약 10만 년 전 최종 간빙기에 몇 차례의 분화를 거쳐 형성되었다. 마지막에 대규모 분화에 따른 강하 화산재는 홋카이도 동북에 걸쳐 넓은 범위의 지층에 보인다. 칼데라 벽 주변에는 화산 쇄설류 퇴적물에 따른 대지도 형성되어 있다.
빈영양호로 투명도는 높지만 남쪽 해안의 도야코 온천 거리를 시작으로 배수 유입이 늘어, 투명도의 저하가 현저히 보인다.

## 주변정보
호수 주변에는 산책로와 공원이 잘 조성되어 있다. 특히, 다카라다 자연 관찰로, 니시야마 산로쿠 분화구 산책로 등이 유명하다. 도야코정 일대에는 온천 마을이 있는데, 이 곳에서 호수 전망을 감상할 수 있다. 또한, 곳곳에 족욕탕 등이 있다.특이하게도 온천 근처에 있는 대형 자판기에서는 집에서 마실 수 있는 샘물을 판매하고 있다.

## 기타
- 주간 소년 점프에 연재 중인 만화 은혼의 주인공 사카타 긴토키가 갖고 있는 목검의 이름의 유래가 여기에서 왔다. 이것이 원인이 되어 연재 시작 후 3년전부터 매상이 올라가게 되어 작가인 소라치 히데아키가 축하해 주었다.[1][2]
- 애니메이션 [천체의 메소드]에서 작중 배경인 노엘의 원반이 떠 있는 호수이다.

## 사진

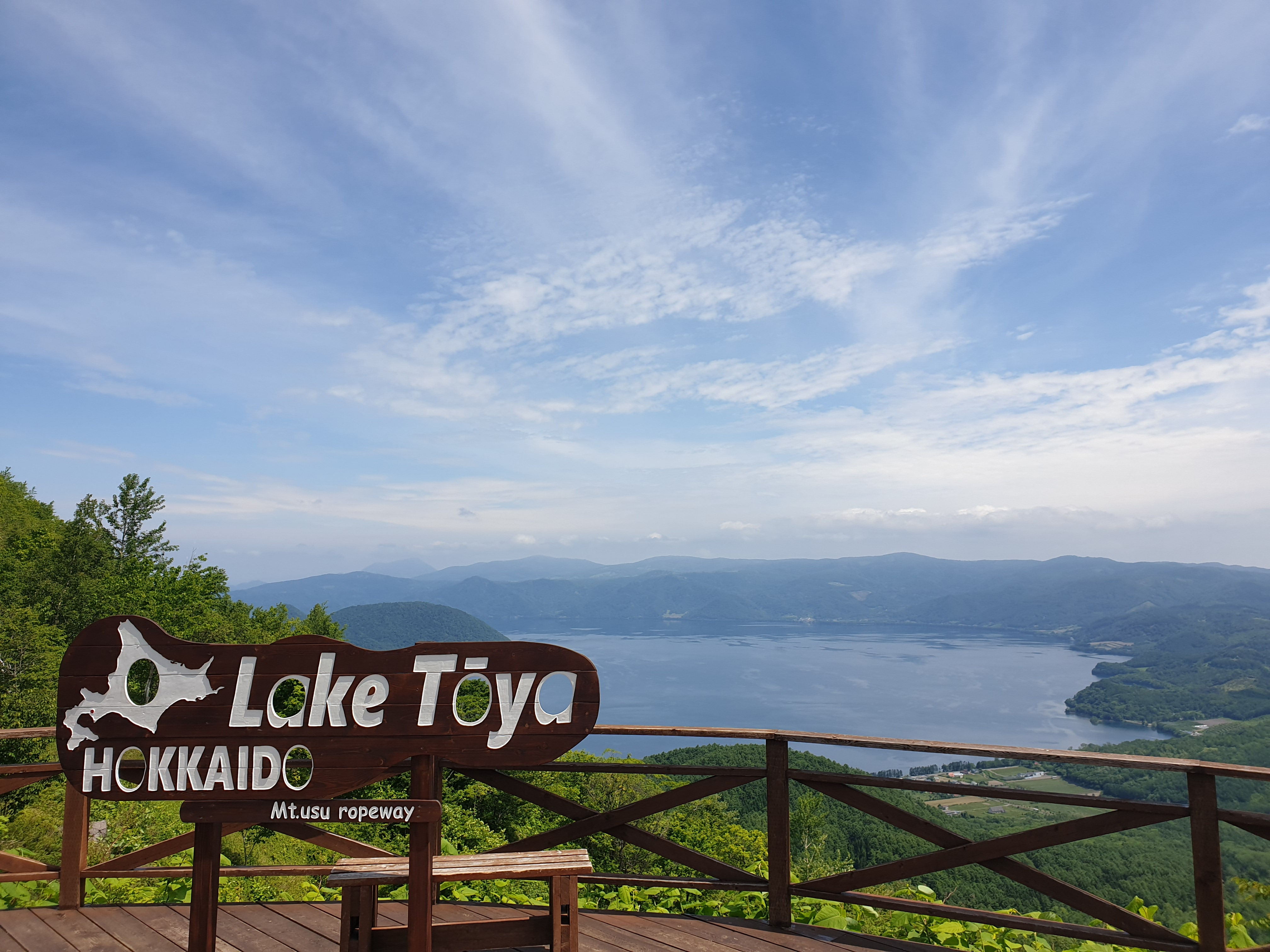
2019년 6월 도야호 (쇼와신잔에서 바라본 모습)
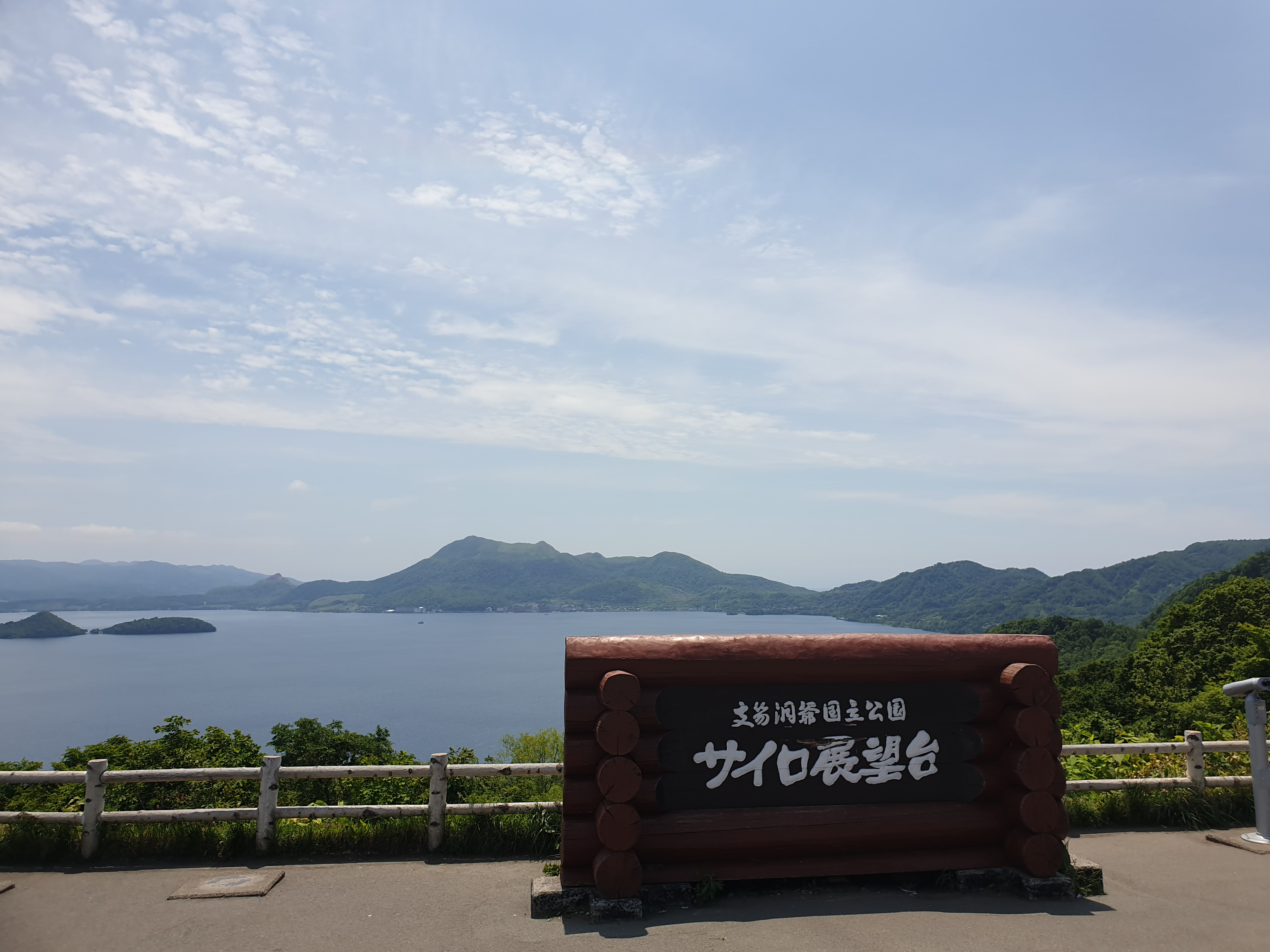
사이로 전망대에서 바라본 도야호

## 같이 보기
- 일본의 호수
- 은혼